# Cryptotis huttereri
Cryptotis huttereri — вид вухатої землерийки, що походить із Колумбії.